# James Warwick
Pour les articles homonymes, voir Warwick.
James Warwick est un acteur britannique né le 17 novembre 1947 à Broxbourne (Angleterre).

## Filmographie

### Cinéma
- 2004 : Dog Gone Love de Rob Lundsgaard : Maitre D'
- 2014 : It Pleases Aten, court métrage de Ty Greene : Narrateur

### Télévision

#### Téléfilms
- 1980 : Why Didn't They Ask Evans ? de John Davies et Tony Wharmby : Bobby Jones
- 1981 : Seven Dials Mystery de Tony Wharmby : Jimmy Thesiger
- 1983 : Mr Brown de Tony Wharmby : Tommy Beresford
- 1998 : Life of the Party: The Pamela Harriman Story de Waris Hussein : Officier britannique

#### Séries télévisées
- 1971 : Jason King : Litchfield (1 épisode)
- 1971 : The Onedin Line : Edmund Callon (3 épisodes)
- 1973 : The Terracotta Horse : Dan Walters (6 épisodes)
- 1975 : Edward the King : Prince Ernest (1 épisode)
- 1976 : Rentaghost : Seymour (1 épisode)
- 1976 : Rock Follies : Nigel (3 épisodes)
- 1977 : Seven Faces of Woman : Producteur (1 épisode)
- 1978 : Lillie (mini-série) : Hugo de Bathe (3 épisodes)
- 1979 : Telford's Change : Simon Miller (1 épisode)
- 1981 : Bizarre, bizarre : Dr Scott (1 épisode)
- 1981 : The Nightmare Man : Michael Gaffikin
- 1982 : The Bell : Paul Greenfield
- 1982 : Doctor Who : « Earthshock » : Scott (4 épisodes)
- 1983-1984 : Le crime est notre affaire : Tommy Beresford
- 1984 : Les deux font la paire : Errol Pridemore (1 épisode)
- 1986 : Dead Head : Lord Clive Ludlow (1 épisode)
- 1987 : Howards' Way : Geoffrey Silbertson (1 épisode)
- 1988 : Bergerac : Jack Lefevre (1 épisode)
- 1989 : Screen One : Van De Merve (1 épisode)
- 1991 : Perfect Scoundrels : Lawrence (1 épisode)
- 1992 : Love Hurts : Charles Tremain (1 épisode)
- 1992 : Guerres privées : Claude Duvan (1 épisode)
- 1994 : The George Carlin Show (1 épisode)
- 1994 : Les Quatre Fantastiques : Divers voix (2 épisodes)
- 1994 : Iron Man : Divers voix (13 épisodes)
- 1995 : Arabesque : Paul Lafferty (2 épisodes)
- 1996 : Babylon 5 : Matthew Duffin (1 épisode)
- 2001 : Alias : Severn Driscoll (1 épisode)

## Jeux vidéo
- 1999 : Star Wars, épisode I : La Menace fantôme : Qui-Gon Jinn
- 1999 : Battlezone II: Combat Commander : Général Armond Braddock
- 2000 : Star Wars Episode I: Jedi Power Battles : Qui-Gon Jinn
- 2001 : Star Wars: Galactic Battlegrounds : Qui-Gon Jinn / Zalor Militiaman
- 2002 : Star Wars: Obi-Wan : Qui-Gon Jinn